# عارضة صار

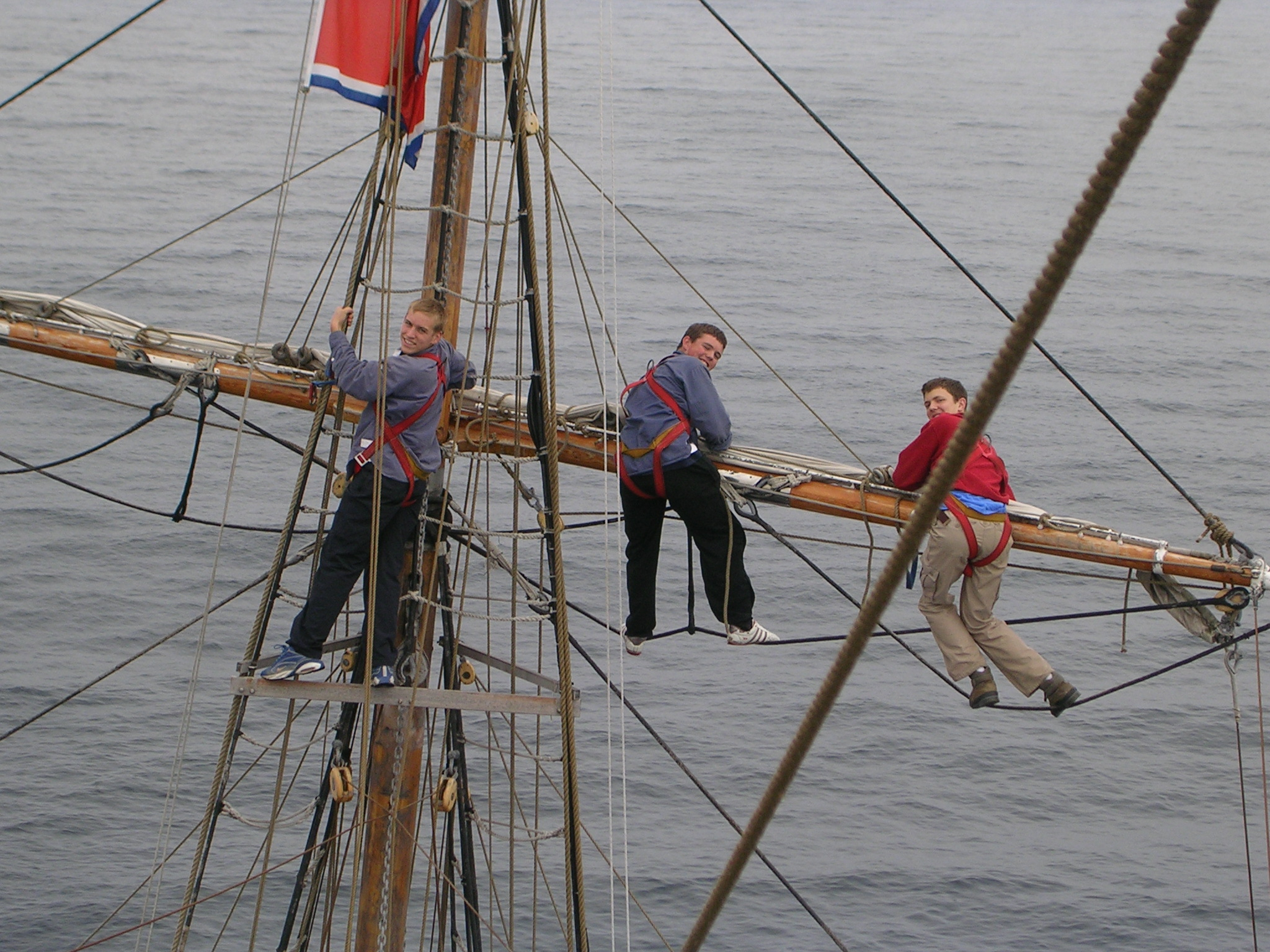
عارضة الشراع الملكية الأمامية على السفينة المسماة بي إن إس رهنورد. عوارض صواري سفينة الأمير وليم الملكية هي أعلى وأصغر عوارض صواري السفينة، وهي مصنوعة من الخشب، وهي "عوارض الصواري للرفع" يمكن رفعها على طول قسم من الصاري. وهنا في موضع منخفض.

عارضة الصاري أو عارضة الشراع هو شاخص على الصاري تُوضع الأشرعة منه. وقد تكون مصنوعة من الخشب أو الفولاذ أو من مواد أكثر حداثة مثل الألومنيوم أو ألياف الكربون. على الرغم من أن بعض أنواع المركبات المائية الطولانية الأرْمَة [الإنجليزية] تحتوي على تلك العوارض، إلا أن المصطلح يستخدم عادةً لوصف الشواخص الأفقية المستخدمة في الأرمات المربعة [الإنجليزية]. بالإضافة إلى ذلك، لعدة عقود بعد الاستغناء عن الأشرعة المربعة بشكل عام، اُحتفظت ببعض عوارض الصواري لنشر هوائيات لاسلكية (راديو) وخافقات (رايات إشارة).